# Neumann-poszáta
A Neumann-poszáta (Urosphena neumanni) a verébalakúak (Passeriformes) rendjébe, ezen belül a Cettiidae családba és az Urosphena nembe tartozó faj. 10-11 centiméter hosszú. Burundi, a Kongói Demokratikus Köztársaság, Ruanda és Uganda nedves hegyi erdőiben él. Kis gerinctelenekkel táplálkozik.

## Fordítás
- Ez a szócikk részben vagy egészben  a   Neumann's warbler című angol Wikipédia-szócikk fordításán alapul.  Az eredeti cikk szerkesztőit annak laptörténete sorolja fel. Ez a jelzés csupán a megfogalmazás eredetét és a szerzői jogokat jelzi, nem szolgál a cikkben szereplő információk forrásmegjelöléseként.